# Summer Rae
Danielle Louise Moinet (née le 28 novembre 1983 à Manhasset, État de New York, États-Unis), est une catcheuse (lutteuse professionnelle) américaine. Elle travaille actuellement à la BYB Extreme Fighting Series, une promotion américaine de boxe, en tant qu'intervieweuse et correspondante des médias sociaux.
Elle est essentiellement connue pour son travail à la World Wrestling Entertainment (WWE), sous le nom de Summer Rae.
D'abord joueuse de football américain au sein de la Lingerie Football League chez les Bliss de Chicago (en), elle s'engage avec la WWE en 2011.

## Jeunesse et carrière de joueuse de football américain
Moinet grandit à Raleigh en Caroline du Nord. Après le lycée, elle étudie à l'université de l'Est de la Caroline et y obtient un diplôme en marketing.
Alors qu'elle vit à Chicago, elle assiste à un des Super Bowl où a lieu un match de Lingerie Football League à la mi-temps. Elle décide de tenter sa chance dans ce sport et participe à un camp d'entrainement des Bliss de Chicago (en). Elle s'engage avec cette franchise et joue au poste de cornerback en plus d'être la capitaine de l'équipe de 2008 à 2011.

## Carrière de catcheuse

### World Wrestling Entertainment (2011-2017)

#### Florida Championship Wrestling (2011-2012)
En novembre 2011, Moinet signe un contrat avec la WWE. Elle apparaît dans une vidéo promotionnelle d'Abraham Washington le 18 décembre. Elle devient aussi annonceuse de la Florida Championship Wrestling (FCW) d'abord sous son vrai nom avant d'utiliser le nom de Summer Rae. Le 11 mars elle devient la manager générale de la FCW à la suite du renvoi de Maxine. Le 15 mars elle décide de désactiver le titre de Queen of FCW.

#### Passage à laNXT(2012-2014)

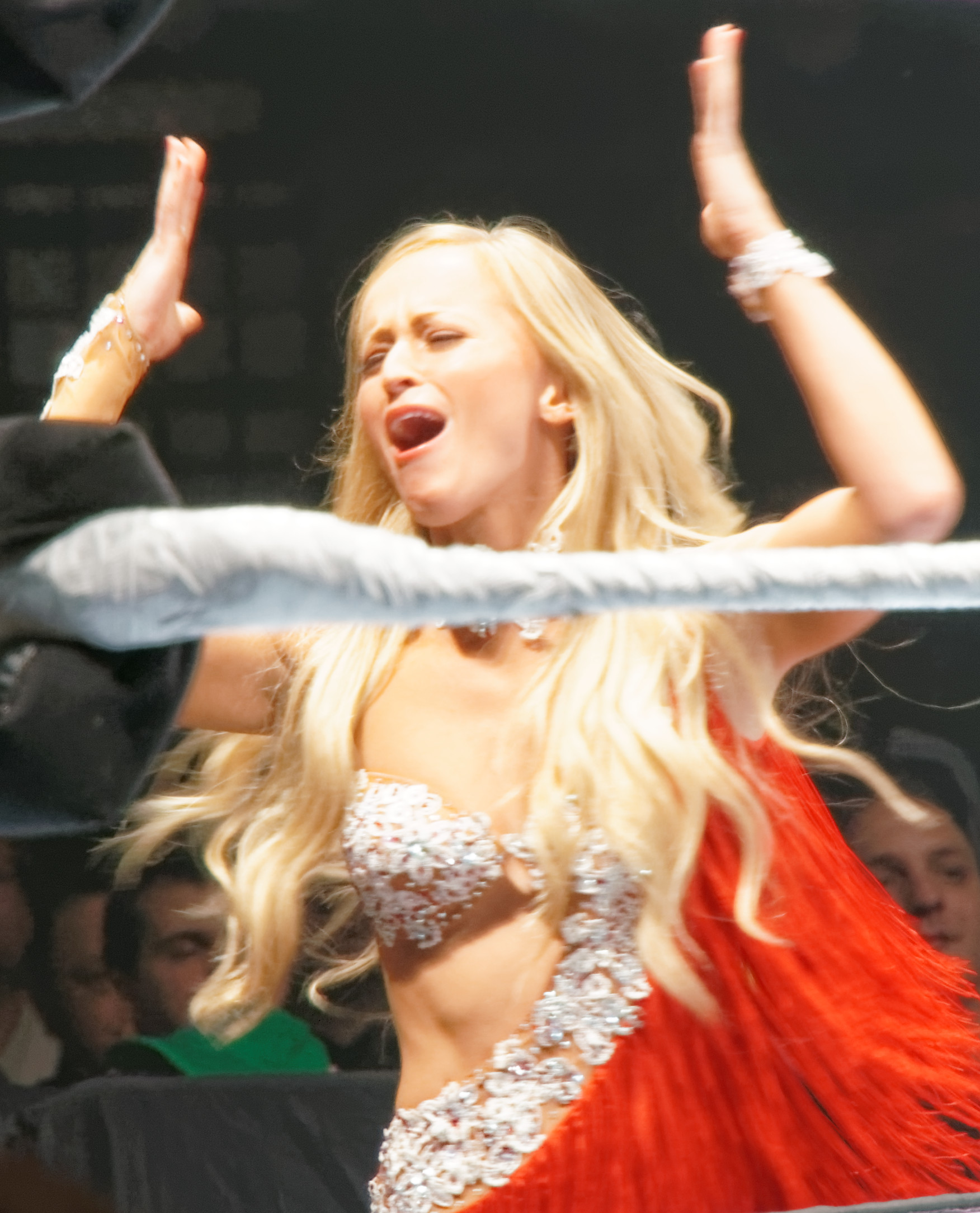
Summer Rae en novembre 2013

Summer Rae est l'annonceuse officielle de NXT quand cette émission remplace la Florida Championship Wrestling à partir du 20 juin 2012. Elle devient par la suite catcheuse dans la division.

#### Alliance avec Fandango (2013-2014)

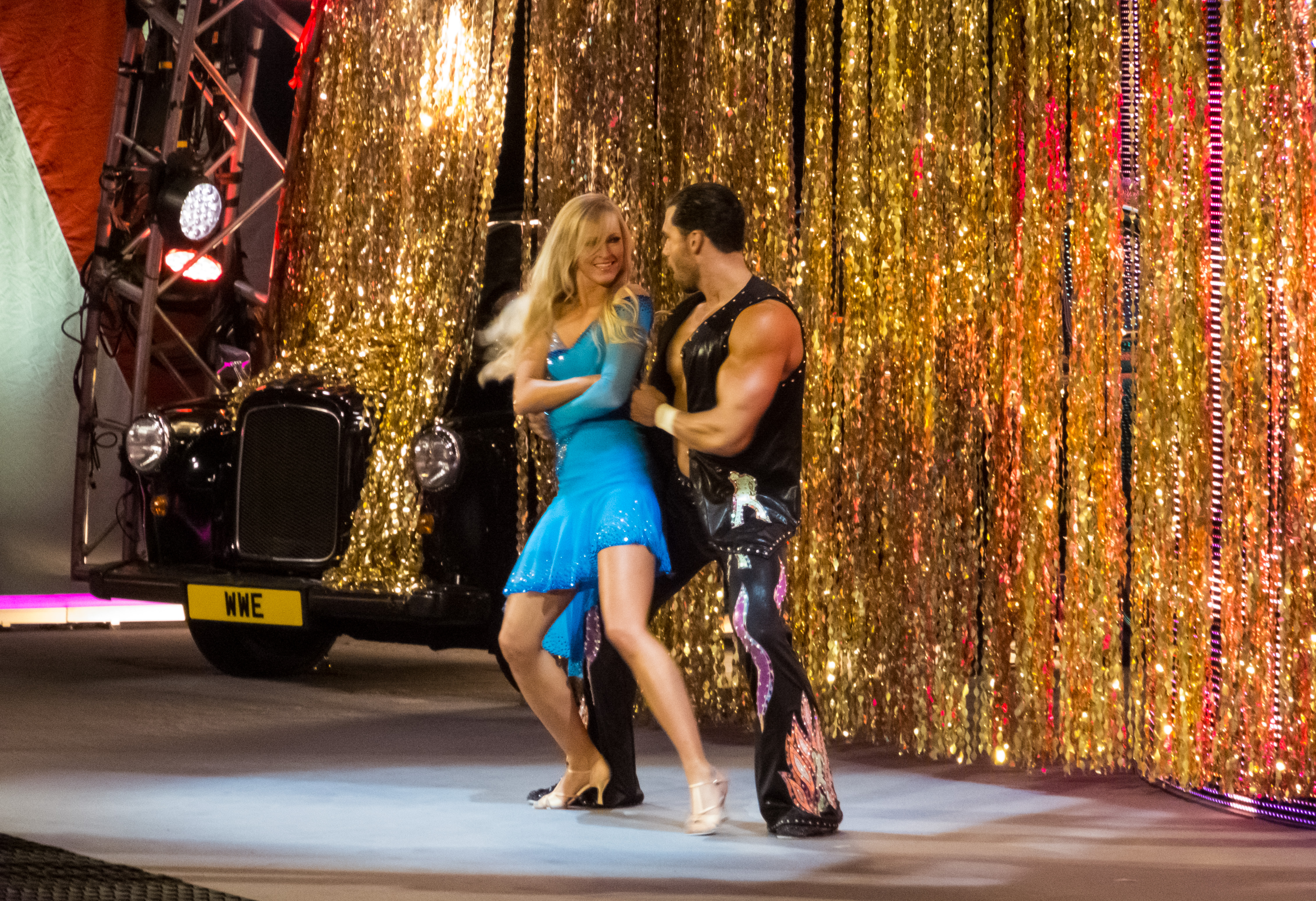
Fandango et Summer Rae à Raw

Elle fait ses débuts en tant que Heel lors du Raw du 22 avril 2013 en tant que danseuse de Fandango. Elle l'accompagne à tous ses matchs.
Lors de Hell in a Cell, Fandango et elle battent The Great Khali et Natalya. Aux Survivor Series, l'équipe des True Divas dont Summer Rae faisait partie perd contre celle des Total Divas dans un match par équipe traditionnel à élimination.
Lors de WrestleMania XXX, elle perd le Vickie Guerrero Divas Championship Invitational match.

#### The Slayers (2014-2015)
Sur Twitter le 9 avril 2014, Fandango a annoncé qu'il n'était plus allié à Summer Rae.
Lors de Money in the Bank, elle perd face à Layla.
Le 11 juillet à SmackDown un combat était prévu entre Layla et Summer Rae. Cependant, avant que l'arbitre de ce match (qui était Fandango) ne fasse démarrer le combat, elle et Layla attaquent Fandango. Après l'attaque, les deux divas dansent sur la musique de Fandango et se donnent la main en signe d'alliance. On apprend le 30 juillet que leur équipe s'appelle désormais The Slayers,. Lors des Survivor Series, elle perd le match par équipe traditionnel à élimination dans l'équipe de Paige contre celle de Natalya. L'équipe se dissout naturellement au fil des semaines puisque Layla n'apparaît plus à l'écran.

#### Alliance avec Rusev (2015)
Le 29 juin à Raw, elle accompagne Rusev sur le ring et se confrontent à Lana et Dolph Ziggler. Après des échanges verbaux, Summer Rae attaque Lana qui arrive à l'éjecter du ring. Lors de Summerslam, Summer Rae accompagne Rusev pour son match contre Dolph Ziggler, mais le match se finit en double décompte à l'extérieur. Après le match, Summer Rae se fait attaquer par Lana, pendant qu'elle attaquait Ziggler. Le 12 octobre à Raw, après le match entre Ryback et Rusev, elle informe l'univers de la WWE que Rusev et Lana étaient fiancés et elle le gifle, ce qui signifie que son alliance avec Rusev est terminée.

#### Apparitions occasionnelles, blessure et renvoi (2016-2017)

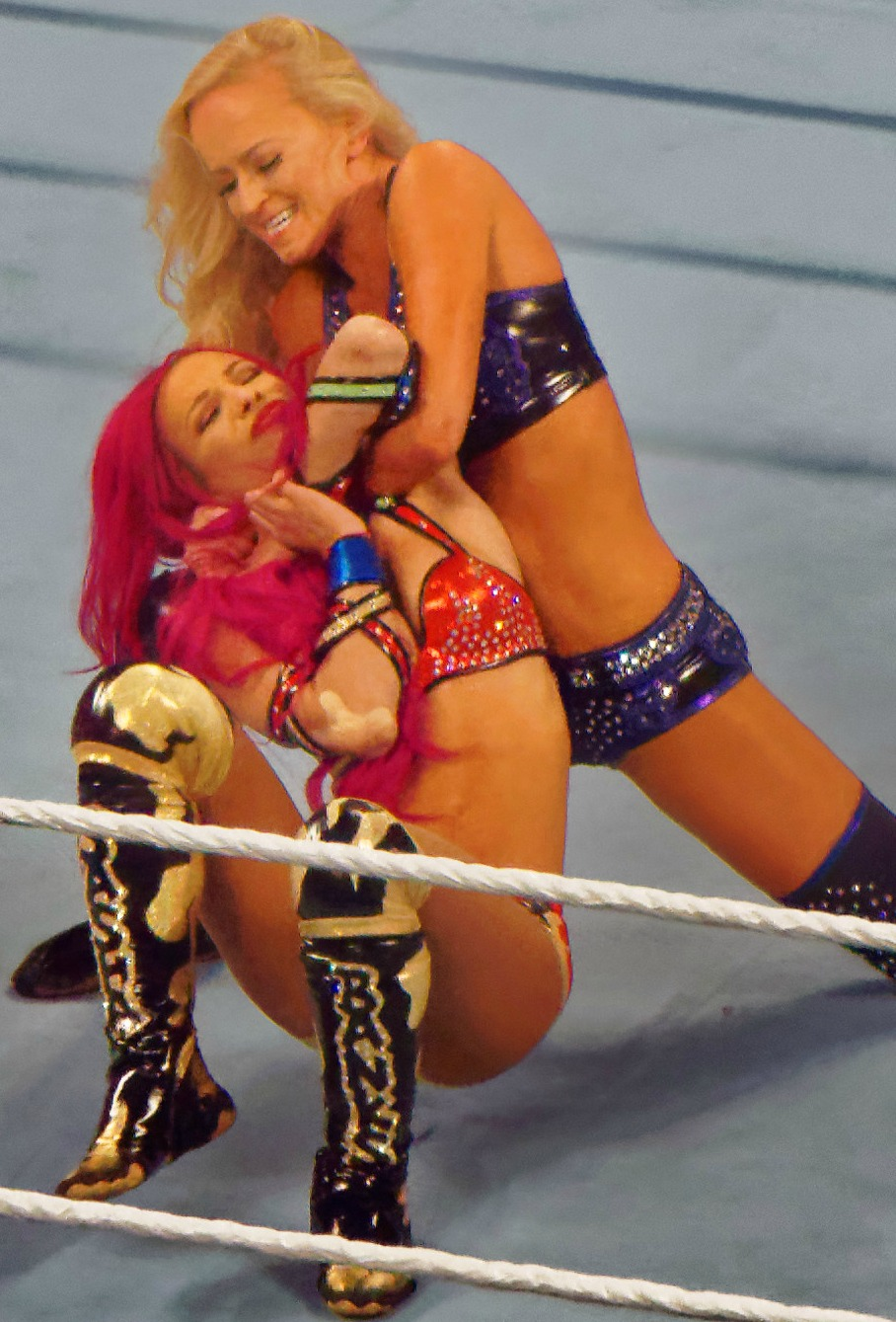
Summer Rae face à Sasha Banks à Raw en avril 2016.

Summer Rae fait équipe avec Lana, Emma, Naomi et Tamina lors de WrestleMania 32, où elles perdent face à la Team Total Divas.
Le 19 juillet lors de SmackDown Live, elle est draftée à Raw. Elle n'est pas apparu dans un ring depuis août 2016 dû à de multiples blessures. 
Le 29 octobre 2017, la WWE met fin à son contrat.

### Circuit indépendant (2018-2019)
Elle fait ses débuts sur le circuit indépendant le 25 mai 2018 lors d'un show de la BCW sous le nom de Danielle Moinet, perdant face à Ivelisse

### Retour à la World Wrestling Entertainment (2022)
Elle a fait sa première apparition télévisée après une absence de cinq ans, le 21 janvier 2022 de SmackDown, narguant Natalya pendant son match, jouant leur rivalité avec Total Divas. Elle a fait son retour sur le ring en entrant à la 23e position du Royal Rumble, en allant directement attaquer Natalya mais a été éliminée par cette dernière.

## Carrière dans le monde de la boxe

### BYB Extreme Fighting Series (2024-...)
En février 2024, elle annonce sa signature à la BYB Extreme Fighting Series, avec un rôle d'intervieweuse et de correspondante des médias sociaux.

## Filmographie
- 2015 : The Marine 4[19]